# Durón (kommunhuvudort)
Durón är en kommunhuvudort i Spanien.   Den ligger i provinsen Provincia de Guadalajara och regionen Kastilien-La Mancha, i den centrala delen av landet, 90 km öster om huvudstaden Madrid. Durón ligger 750 meter över havet och antalet invånare är 184.
Terrängen runt Durón är kuperad österut, men västerut är den platt. Durón ligger nere i en dal. Runt Durón är det mycket glesbefolkat, med 5 invånare per kvadratkilometer. Närmaste större samhälle är Trillo, 14,1 km nordost om Durón. 